# Фенрір (міфологія)
Фенрір, або вовк-Фенрір (Fenrisulfr) — у скандинавській міфології страхітливий вовк, дитина Локі та йотуна Анґрбоди. Фенрір був ув'язнений богами, але в кінці світу він скине пута, та в часі Раґнароку пожере Одіна. Після цього його заб'є син Одіна Відар, котрий або вразить його мечем в серце, або роздере його пащу (різні джерела подають різні версії).
Фенрір має двох синів: Гаті ('ненависть') та Сколь. Вони переслідують коней Арвак та Алсвід, що тягнуть колісницю сонця. Сколь часами використовується в джерелах як хейті для свого батька Фенріра.

Історії, що стосуються Фенріра, глибоко пов'язані із концепцією вирд, або урд, або присудженої долі, метафізичної концепції що перебуває в осередді скандинавської міфології. Багато дій та вчинків персонажів саг та міфів стають зрозумілими якщо врахувати, що їм відоме майбутнє (тією чи іншою мірою) але, попри це, вони діють відповідно до пророкованого їм.

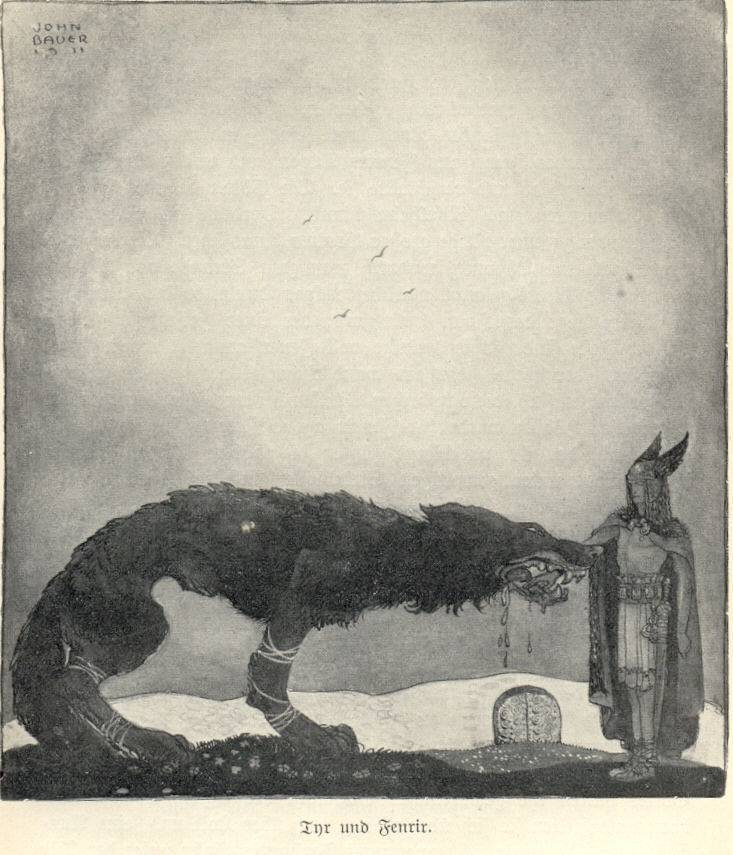
Фенрір відгризає руку Тюру

Довідавшись із пророцтва сивіли та від Вафтрудніра, що діти Локі та Анґрбоди є небезпечними для богів, Одін скинув Йормунґанда в море що оточує Мідґард, Гель в підземний світ, а вовк ріс серед Асів. Тільки Тюр наважувався годувати монстра. Занепокоєні чимраз дужчою силою вовка та пророцтвами про своє знищення боги спробували зв'язати чудовисько. Двічі Фенрір погоджувався, щоб його зв'язали та двічі із легкістю скидав пута. Перший ланцюг називався Lœding, та був зроблений із заліза, другий був вдвічі товстіший та називався Drómi.
Тоді гноми викували для Одіна ланцюг Ґлейпнір, що видавався шовковою стрічкою, але насправді був зроблений із шести чародійних матеріалів: звуку ходи кота, бороди жінки, коренів гір, сухожилля ведмедя (йдеться про його почуття, чутливість), подиху риби та слини птахів. Скірнір — посланець Фрейра — приніс його в Асґард.
Тоді, на острові що називається Лінґві, на озері Червоно-чорному (місця нам невідомі), боги почали заохочувати Фенріра розірвати також ці пута. Але вовк зауважив цю позірну тонкість ланцюга, та запідозрив (обґрунтовано) підступ. Він погодився на випробовування за умови, що один із богів вкладе свою руку йому до пащі, щоб гарантувати його звільнення у випадку коли він не зможе розірвати пута. Ніхто із богів, окрім Тюра, хто передбачав наслідки, не наважився вкласти свою руку вовкові до пащі. Фенрір був закутий, але скільки він не намагався — розірвати Ґлейпнір не зміг. Чим більше він боровся, тим міцніше тримали його чарівні пута. Коли боги відмовились його звільнити, вовк відгриз руку Тюра.
Легенда говорить, що коли настане Раґнарок, Фенрір буде звільнений. У битві з богами він вб'є Одіна, але сам загине від рук його сина Відара.

## Інші імена
- Fenrisúlfr
- Hrothvitnir, 'могутній вовк'